# Hakaiju
Hakaiju (ハカイジュウ, Hakaijū ) es un manga de género shonen / horror escrito e ilustrado por Shinigo Honda. Se publicó en la revista mensual Gekkan Shōnen Champion de la editorial Akita Shoten desde abril de 2010 hasta junio de 2014. Este manga consta de un total de veintiún tomos; la versión española fue publicada por la editorial Ivrea desde 2012.
El manga original se divide en 2 partes. La primera parte se compone hasta el volumen trece y la segunda desde el catorce al veintiuno. Realmente esta partición solo es a nivel argumental pues se acabaron publicando con el mismo nombre sin hacer una diferenciación.

## Argumento
La historia transcurre en el distrito de Tachikawa, Tokio . El protagonista de la historia es Akita Tashiro, un chico de instituto miembro del club de baloncesto. Durante una sesión de entrenamiento en el gimnasio del instituto de preparatoria, un gran terremoto asola la ciudad. Al despertar, Akita se encuentra herido y no es capaz de recordar que ha sucedido, al mirar alrededor se haya rodeado de los cadáveres de sus compañeros. Al salir al exterior de la escuela se percata de como se encuentra la situación . Toda la ciudad de Tokio parece estar invadida por unas horribles y misteriosas criaturas. Ahora sobrevivir es su único objetivo. 
Explorando la ciudad en busca de un refugio seguro se acaba juntando con otros supervivientes. No obstante los monstruos no cesan y no dejan de aparecer sin dejar ni un momento de respiro a nadie. Tratando de abandonar la ciudad se dan cuenta de que los helicópteros del ejército que les sobrevuelan ignoran por completo a los supervivientes , por lo que se encuentran solos ante esas criaturas. La ciudad esta cerrada.   
Paralelamente, una amiga de la infancia de Akita,  Mirai Aizawa , se halla en un viaje escolar a la ciudad de Tokio. Mirai tenía como intención escabullirse del grupo y reunirse con su antiguo amigo en Tachikawa. Es entonces cuando se ve envuelto en el gran terremoto. Justo en este instante se despliega un enorme muro que bloquea toda el área de Tachikawa. Mirai queda en la región fuera del muro. Nadie puede atravesar el muro, todo aquel que lo intenta es asesinado por el ejército, no obstante la curiosidad y las ganas de reunirse con su amigo son superiores para Mirai quien decide arriesgarse de todos modos. Allí descubre todo lo que ha sucedido en la ciudad y la implicación del ejército en este asunto.

## Personajes

### Akira Takashiro
Es uno de los protagonista de esta historia, es un estudiante de segundo año en la escuela secundaria Tachikawa Gakuen. Su principal objetivo es huir del bloqueo militar de la ciudad y reencontrarse con su amiga de la infancia la cual esta de visita en la misma ciudad, no obstante todo cambia al descubrir la verdad sobre los monstruos. 

### Nao Shirasaki
Una de las protagonistas de la trama, es una estudiante del mismo colegio que Akira, presidenta del consejo escolar. Se muestra como una chica seria y fuerte. 

### Eiji Kûdo
El mejor amigo de Akira y su mayor rival. Antes del terremoto, todos tenían que jugar un partido de baloncesto para decidir cuál de los dos declararía su amor a su amiga de la infancia, Miku. Después del terremoto, Akira solo es capaz de encontrar su brazo .

### Miku Aizawa
Amiga de la infancia de Akira y Nao, se encuentra de visita a la ciudad antes de que cierren el perímetro donde se encuentran sus amigos tras el gran terremoto. Se escabulle entre el bloqueo del ejército con el fin de reunirse con sus amigos, no obstante, acabara descubriendo la verdad tras los temblores.

### Michiru Takeshige
Profesor de gimnasia de mediana edad en paro, de complexidad alta y corpulenta, esta obsesionado con Nao Shirasaki ya que le recuerda a una antigua alumna suya la cual le denunció por acoso sexual, motivo por el que le despidieron. Lo único que desea es refugiarse en un lugar seguro y crear una nueva sociedad donde el sea el rey y ella su reina. Se muestra inicialmente como antagonista y después como un personaje neutral. 

### Monstruos
Considerados los principales antagonistas del manga (junto con Akira y sus aliados), sus orígenes y motivaciones siguen siendo desconocidos hasta el día de hoy. El bestiario es muy variado, desde el gusano ciclópeo de varios cientos de metros de largo y provisto de cientos de "brazos" completados por mandíbulas, hasta el coloso tan alto como un rascacielos, pasando por el bípedo cubierto de pústulas provistas de cuchillas en lugar de manos. 

## Volúmenes
| Núm. | Fecha de lanzamiento    | ISBN             |
| ---- | ----------------------- | ---------------- |
| 1    | 20 de agosto de 2010    | 978-4-253-204248 |
| 2    | 20 de noviembre de 2010 | 978-4-253-204255 |
| 3    | 20 de marzo de 2011     | 978-4-253-204262 |
| 4    | 20 de julio de 2011     | 978-4-253-204279 |
| 5    | 20 de noviembre de 2011 | 978-4-253-204286 |
| 6    | 20 de marzo de 2012     | 978-4-253-204293 |
| 7    | 20 de julio de 2012     | 978-4-253-204491 |
| 8    | 20 de noviembre de 2012 | 978-4-253-204507 |
| 9    | 20 de marzo de 2013     | 978-4-253-204514 |
| 10   | 20 de julio de 2013     | 978-4-253-204521 |
| 11   | 20 de noviembre de 2013 | 978-4-253-204590 |
| 12   | 20 de marzo de 2014     | 978-4-253-204606 |
| 13   | 20 de julio de 2014     | 978-4-253-204682 |
| 14   | 15 de marzo de 2015     | 978-4-253-204699 |
| 15   | 15 de julio de 2015     | 978-4-253-204705 |
| 16   | 15 de noviembre de 2015 | 978-4-253-226714 |
| 17   | 15 de marzo de 2016     | 978-4-253-226721 |
| 18   | 15 de julio de 2016     | 978-4-253-226738 |
| 19   | 15 de noviembre de 2016 | 978-4-253-226745 |
| 20   | 15 de marzo de 2017     | 978-4-253-226752 |
| 21   | 15 de julio de 2017     | 978-4-253-226769 |